# Gabriel Raksi
Gabriel Raksi (n. 1 noiembrie 1938, Oradea, România – d. 12 aprilie 2002, România) a fost un fotbalist român, care a jucat la Steaua București.